# Dendroceros pedunculatus
Dendroceros pedunculatus är en bladmossart som beskrevs av Franz Stephani. Dendroceros pedunculatus ingår i släktet Dendroceros och familjen Dendrocerotaceae. Inga underarter finns listade i Catalogue of Life.